# Mariano Joven
Mariano Joven Hernández (Almonacid de la Sierra, 20 de noviembre de 1890 - Ciudad de México, 3 de junio de 1982) fue un agente comercial y político republicano de Aragón, España.
Realizó estudios de Magisterio en la Normal de Zaragoza. Miembro de las logias masónicas "Constancia" y "Moncayo" y adscrito al Partido Republicano Autónomo Aragonés, se separó del mismo al constituirse en 1929 el Partido Republicano Radical Socialista, en cuya formación participó. Fue concejal del ayuntamiento de Zaragoza, cesado con la dictadura de Primo de Rivera en 1923. Fundó en la dictadura el periódico La Democracia y desarrolló una intensa actividad de difusión del republicanismo.
Con la llegada de la República, fue nombrado gobernador civil de Soria y ocupó después y sucesivamente los gobiernos civiles de Salamanca, Granada y Madrid hasta la llegada del gobierno de la Confederación Española de Derechas Autónomas (CEDA). Integrado en el grupo de Marcelino Domingo durante la crisis de los radicales, se incorporó al Partido Radical Socialista Independiente y se presentó a las elecciones generales de 1933 sin obtener el escaño. Unido después a Izquierda Republicana, fue elegido diputado en las elecciones de febrero de 1936 por el Frente Popular en la circunscripción de la ciudad de Zaragoza. Se le conoció por ser un diputado comprometido, que desde una posición de izquierda moderada, realizó una importante tarea en favor de las clases sociales más humildes. Recorrió activamente las comarcas aragonesas junto a los diputados del Frente Popular de Huesca y Teruel, Ildefonso Beltrán y Gregorio Vilatela, precupándose por los problemas de las mismas, en especial la educación y construcción de grupos escolares, los trabajos agrícolas, la producción de vino y las infraestructuras de caminos vecinales.
En el momento del golpe de Estado de julio de 1936 que dio lugar a la Guerra Civil se encontraba en Madrid, lo que evitó que siguiera la misma suerte trágica que otros correligionarios suyos como Ángel Vera Coronel, o que su hermano Antonio, que fue asesinado en Gallur el 8 de agosto de 1936, o su cuñado, Juan, secretario del ayuntamiento de Bárboles, que lo fue el 18 de agosto.
Durante la guerra se mostró partidario de la legalización del Consejo Regional de Defensa de Aragón y fue elegido secretario cuarto del Congreso en 1937. Con el final del conflicto se exilió en Francia durante tres años, para trasladerse después a México, donde vivió hasta su muerte, habiendo desarrollado durante este período una notable actividad dentro del movimiento republicano en el exilio.